# Marjan Malikovič
Marjan Malikovič, slovenski kitarist, * 4. maj 1948, Renče pri Novi Gorici.
Je eden vodilnih zabavnoglasbenih kitaristov z obalne scene. Sodeloval je s skupinami Kameleoni, Faraoni, Srce, September in Karamela.

## Biografija

### Zgodnja leta
Malikovičeva mati je bila novinarka, oče pa oficir JLA. Štiri leta je Marjan obiskoval glasbeno šolo, kjer se je učil igrati klavir, v gimnaziji pa je bil sošolec Danila Kocjančiča, ki ga je navdušil za igranje kitare. Vadil jo je tudi šest ur na dan. Z Danilom sta potem začela vaditi in igrati v duetu. Preigravala sta predvsem skladbe Beatlesov, Rolling Stonesov in ostalih takrat popularnih glasbenih skupin.

### 1965–1968: Kameleoni
»Skupna točka teh bendov je delo. Lahko smo bili pri Kameleonih gospodje in imeli dober "look", izgled, ampak za tem je stalo ogromno dela. Vaje, vaje in še enkrat vaje. Celo profesorje smo plačevali, da so nam prihajali pomagat uredit nekatere vokalne sisteme, mi smo bili takrat mladi in je bilo to težko kontrolirat, ko smo začeli s prvimi snemanji. Res je, Kameleoni so bili "šajn", prva grupa takrat v bivši Jugoslaviji, nesporno prva grupa dve leti, nesporno največ denarja se je obračalo pri Kameleonih, nesporno največ škandalov se je obračalo pri Kameleonih in na koncu teh škandalov je vsak od nas vedel kaj je res. Recimo, da pri Faraonih škandalov ni bilo, praktično jih ni bilo, smo zgledali kot proletarci, je bilo delo, ni bilo šajna, nismo imeli tak "look" kot so ga imeli Kameleoni, ampak smo imeli drugi "look", smo imeli začetek rock looka. To je bil začetek, pravi začetek rocka. Začeli smo na drugačen način igrat. Smo začeli igrat bolj trdo in mi smo začeli prvi, tukaj pri nas v Sloveniji, igrat trdo rockersko glasbo. Začetki so bili te: način igranja na kitare, način bobnanja, način petja. Mislim, da je bistvena razlika - pri Kameleonih je bil bel canto, večglasno petje, lepo, "šajn", "smile"; pri Faraonih pa se začnejo že jezni pogledi, drugačen look, drugačen izgled.«

Marjan Malikovič (primerjava med Kameleoni in Faraoni)
Kmalu sta začela nastopati po šolskih proslavah, kjer ju je slišal tudi Jadran Ogrin, ki se jima je kmalu pridružil. Trojici se je zatem pridružil še Tulio Furlanič na bobnih in skupina je bila ustanovljena. Skupina se je prvotno imenovala "The Chameleons", kasneje pa so se preimenovali v Kameleone. Marjan je v skupini prevzel mesto solo kitarista, ker je »znal en solo, eno dalmatinsko pesmico solirat in je najboljše soliral.« Poleg Marjana so skupino sestavljali še Danilo Kocjančič na ritem kitari, Jadran Ogrin na bas kitari, Tulio Furlanič na bobnih in Vanja Valič na klaviaturah, ki se je skupini pridružil po nastopu v Piranu. Skupina je vokalno in instrumentalno zorela in se maja 1966 v Zagrebu udeležila Šampionata jugoslovanskih ansamblov ter dosegla 1. mesto, ki si ga je delila še z zasedbo Roboti. Leta 1967 so pri založbi Diskos izdali EP Šampioni Jugoslavije, ki vsebuje štiri skladbe, med drugimi skladbi »La Felicita« in »Sjaj izgubljene ljubavi«, s katerima so leta 1966 nastopili na Šampionatu jugoslovanskih ansamblov. Istega leta je izšel še en EP skupine, Dedicated to the One I Love, ki je izšel pri založbi Jugoton.

### 1968–1972: Iz vojske k Faraonom
Leta 1968 je prišlo do razprtij med člani, Marjan je bil poklican na služenje vojaškega roka, poleg njega sta bila poklicana še Danilo in Tulio in Kameleoni so razpadli. Med služenjem vojske so Marjana obiskali člani Faraonov in njihov menedžer, Marjan Starc. Malikoviča so povabili v skupino in ta je povabilo po premisleku sprejel in postal član Faraonov. Bobnar Faraonov, Nelfi Depangher, je dejal, da »je skupina dala vojski en ojačevalec, da so Marjana prej spustili«. Marjan je ob prihodu k Faraonom zahteval eno stvar: »Če gremo v to varianto, fantje, bo treba delat močno. Takrat se je prvič postavila ta varianta - vaje od zjutraj do kadar je bilo treba, tudi po osem ur na dan in osebna vaja doma. Takrat ni bilo šole za kitaro in nobenih brošur in je bilo to treba osebno predelat. No, fantje smo imeli precej talenta in je šlo to precej hitro naprej.« Faraoni so tako z Marjanom dobili člana z ustvarjalnimi ambicijami. Poleg Marjana so pri Faraonih takrat igrali še bobnar Nelfi Depangher, kitarist Stojan Družina in bas kitarist Črtomir Janowsky. Faraonom se je za Marjanom pridružil tudi Tulio, ki se je po vrnitvi iz vojske najprej vrnil h Kameleonom, po Jadranovem pozivu za vojsko, pa je prišel k Faraonom. Skupina je nato, vse do Nelfijevega odhoda v vojsko, nastopala kar z dvema bobnarjema. Kmalu po Nelfijevem odhodu v vojsko, je skupino zapustil tudi Stojan Družina in Faraoni so postali trio. Leta 1970 je izšel edini EP skupine, Berač (Prosjak)/Matra/Figov list s tremi avtorskimi skladbami. Marjan je napisal glasbo za skladbo "Berač (prosjak)". Triu se je zatem pridružil še klaviaturist Georgij Krastanov "Žoro", skupina pa se je razšla januarja 1972.

### 70. leta: Srce in September
Marjan je o odhodu od Faraonov dejal, da je prišel nov čas in je imel občutek da s Faraoni stagnira, poleg tega pa je imel dosti ponudb drugih skupin in se je tako odločil za Srce iz Ljubljane. V skupini je zamenjal kitarista Zorana Crnkoviča. Poleg Marjana so v skupini igrali še tolkalist in saksofonist Braco Doblekar, pevec Janez Bončina Benč, bobnar Pavle Ristič in bas kitarist Čarli Novak, kasneje pa se je skupini pridružil še klaviaturist Franci Čelhar. Za razliko od Kameleonov in Faraonov, je skupina Srce igrala le lastno avtorsko glasbo. Trikrat zapored se je skupina udeležila festivala Slovenska popevka: leta 1972 s skladbo »Kakor cvet je tvoj obraz«, leta 1973, ko je s skladbo »Spomin«, Janez Bončina Benč osvojil nagrado za najboljšega skladatelja debitanta, in leta 1974, ko je izvedla skladbo »Maj, zlati maj« in osvojila 2. nagrado mednarodne žirije in srebrni prstan revije Stop. Skupina je izdala le eno singl ploščo »Gvendolina, kdo je bil«, ki je izšla leta 1972, leta 2000 pa je bila skladba uvrščena na 98. mesto Seznama 100 najboljših jugoslovanskih rock skladb po izboru revije Rock Express. Poleg Slovenske popevke, se je skupina udeležila tudi BOOM Festivala 1973, kjer je izvedla skladbo »Gvendolina, kdo je bil«. Skladba je izšla na festivalski plošči Boom Pop Fest '73. Skupina je igrala do leta 1974, ko je razpadla zaradi Novakovega odhoda v vojsko.
Konec 1977 se je Malikovič pridružil skupini September, poleg njega pa sta v skupino prišla še Jadran Ogrin in Nelfi Depangher. Skupaj so zamenjali Petra Ugrina, Čarlija Novaka in Ratka Divjaka, ki so September zapustili zaradi obveznosti s Plesnim orkestrom RTV Ljubljana. Skupina je bila nekakšna superskupina, ker so bili vsi njeni člani vrhunski instrumentalisti. Skupina je gostovala po vsem svetu, od Sovjetske zveze do ZDA. V takšni zasedbi je skupina leta 1977 posnela in izdala singl »Prle upeco ribu«, ki ga je napisal Malikovič in so ga pred tem že posneli Faraoni. Leto kasneje je skupina na Floridi posnela in izdala drugi in zadnji studijski album Domovina moja ter singl »Domovino moja«. Malikovič je prispeval glavni vokal pri naslovni skladbi albuma, pri skladbi »Mala Lady« pa si je delil glavni vokal z Benčem. Skupino je zapustil leta 1979.

### 1979–1990: Obuditev Faraonov in Kameleonov ter Karamela
»V sedemdesetih sem bil prav znan po tem. To je lahko trajalo tudi po petindvajset minut, če je bilo treba, pa še kaj več.«

Malikovič o soliranju
Leta 1979 so Malikovič ter Depangher in Piero Pocceco, sedanji bas kitarist Faraonov, ustanovili skupino, ki bi preigravala tuje skladbe, ker se je v tistem času dalo z igranjem po hotelskih terasah dobro zaslužit. Trojica je v skupino povabila še klaviaturista Ferda Maraža in postala kvartet. Najprej se niso hoteli poimenovati Faraoni, ker jih niso želeli obujati. Po pobudi znanca, da bodo kot Faraoni imeli več nastopov, pa so se poimenovali Faraoni. V tem obdobju so spremljali številne znane jugoslovanske izvajalce, kot sta Oliver Dragojević in Tereza Kesovija. Skupini se je zatem pridružil še Slavko Ivančić, leta 1982 pa sta Ivančić in Malikovič zapustila Faraone.
21. avgusta 1981 je v Avditoriju Portorož potekal dobrodelni koncert za Daria Vatovca, bobnarja skupine Boomerang. Člani Kameleonov so bili takrat slučajno vsi doma na dopustu. Organizatorji so jih prosili, če bi se lahko še oni udeležili koncerta in Kameleoni so pristali. Konec oktobra je skupina začela s snemanjem albuma Kameleoni, ki je izšel še istega leta, sledila pa je tudi turneja.
Po odhodu od Faraonov, leta 1982, je Malikovič skupaj z bobnarjem Zlatijem Klunom, bas kitaristom Jadranom Ogrinom in klaviaturistom Milanom Čirom Lončino ustanovil skupino Karamela. Skupina je bila ena izmed boljših spremljevalnih skupin v nekdanji Jugoslaviji. Spremljali so številne znane jugoslovanske izvajalce, kot so Josipa Lisac (Karamela je posnela njen album Hoću samo tebe), Massimo Savić, Dado Topić (bil je član skupine), Vlado Štimac, Janez Bončina in Tomaž Domicelj. Skupina je sodelovala na številnih festivalih. Leta 1988 so z Malikovičevo skladbo »Želja« nastopili na festivalu Vaš šlager sezone v Sarajevu. Skupina je nato pripravila posnetke za album, tik pred zdajci pa je prišlo do nesporazumov in se je leta 1990 prvič razšla.

### 1994–2003: Obuditve Kameleonov, Karamele in Septembra
Leta 1994 je Malikovič kot spremljevalni vokalist sodeloval pri snemanju Kocjančičevega albuma Danilo & Friends - Največji uspehi, ki vsebuje Kocjančičeve hite v različnih priredbah. Med gostujočimi glasbeniki sta bila sta bila tudi Tulio in Jadran. Kameleoni so se takrat dogovorili za dva koncerta, prav tako pa so pri založbi Helidon izdali kompilacijski album Kameleoni 66-67, s posnetki iz 60. let. 26. avgusta 1994 je skupina nastopila v dvorani Bonifika, za koncert pa je skupina vadila 26 dni po 5 ali 6 ur. Leta 1995 je skupina praznovala 30. obletnico ustanovitve in ob tej priložnosti posnela in izdala nov album Za vse generacije. Malikovič je prispeval glasbo za tri skladbe.
20. avgusta 1997 je Malikovič kot gost nastopil na koncertu ob 30. obletnici Faraonov, kjer je skupaj s Tuliem Furlaničem in Faraoni zaigral skladbi »Prle« in »Figov list«. Posnetki so izšli na albumu v živo V živo! (San Simon, 20. 8. 1997).
Leta 1998 je prišlo do obuditve skupine Karamela, katere zasedbo so do leta 2000 sestavljali Malikovič na kitari, Klun na bobnih, Marino Legovič na klaviaturah, Mare Dugaro na bas kitari in Boris Krmac na vokalu. Malikovič je takrat izrazil željo po avtorskem izdelku, in skupina je posnela in izdala album Najlepša so jutra. Leta 1999 so se skupaj s Tomažem Domiceljem udeležili festivala MMS, kjer so izvedli skladbo »Leta 2050«. Skupina je spet prekinila z delom leta 2000.
Leta 2003 je izšel kompilacijski album skupine September, The Best of September, skupina pa se je ponovno aktivirala in v zasedbi Malikovič, Ogrin, Benč, Asanović, Doblekar, Divjak in Tulio Furlanič odigrala nekaj koncertov, med drugim v Pulju in na Festivalu Lent, turnejo pa so zaključili v Hali Tivoli, kjer so bili predskupina skupini Deep Purple.

### Sedanjost
Leta 2008 so Malikovič, Kocjančič, Furlanič, Ogrin in Depangher ustanovili skupino Primorska legenda, ki je preigravala njihove stare uspešnice.
21. aprila 2009 je v Studiu 1 Televizije Slovenija potekal koncert ob 30. obletnici oddaje ŠTOS, ki jo je vodil Dragan Bulič. Na koncertu so nastopili številni slovenski rock izvajalci iz 60. let pa do začetka 90. let. Malikovič je na koncertu igral kot član zasedbe "Primorska legenda", ki so jo poleg njega sestavljali še Jadran Ogrin, Danilo Kocjančič, Tulio Furlanič, Nelfi Depangher in Marino Legovič ter je izvedla skladbi »Sjaj izgubljene ljubavi« in »Figov list«, in Srce, ki je nastopila v originalni zasedbi, namesto pokojnega Pavla Rističa je bobnal Ratko Divjak in je izvedla skladbi »Gvendolina, kdo je bil« in »Zlata obala«. Leto kasneje, 4. februarja 2010, je Bulič organiziral še en podobni koncert "Še pomnite, prijatelji?", na katerem so prav tako nastopili številni slovenski rock izvajalci iz 60. 70. in 80. let. Malikovič se je koncerta udeležil s skupino Srce.
30. marca 2012 je prišlo do ponovne združitve skupine September na koncertu v Cankarjevem domu, v Ljubljani. Zasedbi Benč, Asanović, Malikovič, Divjak, Doblekar, Novak in Ogrin se je na odru pridružil tudi Peter Ugrin ml., sin žal prekmalu preminulega Petra Ugrina, ki je bil tudi član skupine. 16. avgusta 2014 je Malikovič kot član skupine September v zasedbi Benč, Malikovič, Asanović, Doblekar, Jani Moder, Žiga Kožar, Jan Gregorka in Blaž Jurjevčič nastopil na festivalu Nišville v Nišu.
25. maja 2013 se je na koncertu v Discu Planet Tuš Koper ponovno formirala skupina Karamela v zasedbi Malikovič, Klun, Ogrin in Goran Velikonja. Skupina je kmalu začela snemati novo ploščo in 29. aprila 2014 izdala prvi singl z albuma, »Jaz bi še«. Vmes je skupina nastopila na koncertu ob 35. obletnici radijske oddaje Š.T.O.S., kjer je zaigrala skladbi »Jaz bi še« in »Želja«. Novi album skupine, Brez strahu, je izšel 17. februarja 2017 pri založbi Croatia Records. Malikovič je napisal glasbo za tri skladbe z albuma, »Manjkaš nam«, »Zrno soli« in »Luna«.
Malikovič trenutno igra skupaj z Nelfijem Depangherjem in Jadranom Ogrinom v triu ONI, kjer preigravajo rockovske klasike vseh obdobij.

## Kitare in vzorniki
Prva Malikovičeva kitara je bila Fender Stratocaster letnik '65, nanjo pa je igral pri Kameleonih. Pri Faraonih je igral na Gibson SG, pri Srcu in Septembru je večinoma uporabljal Gibson Les Paul, kasneje je uporabljal kitaro Kramer Pacer, trenutno pa uporablja kitaro Music Man "Luke", ki jo je oblikoval Steve Lukather. Njegovi prvi vzorniki so bili kitaristi skupin The Shadows, The Beatles, The Rolling Stones ter Jimi Hendrix. Med boljše slovenske kitariste je uvrstil Draga Della Bernadino, Janeza Bončino in Primoža Grašiča.

## Izbrana diskografija
| - Šampioni Jugoslavije (1967) - Dedicated to the One I Love (1967) - Kameleoni (1981) - Kameleoni 66-67 (1994) - Za vse generacije (1995) - The Ultimate Collection (2011) - Berač (Prosjak)/Matra/Figov list (1970) | - "Gvendolina, kdo je bil" (1972) - "Prle upeco ribu" (1977) - "Domovino moja" (1978) - Domovina moja (1979) - The Best of September (2003) - Najlepša so jutra (1998) - Brez strahu (2017) |